# Валлизеллен
Валлизеллен (нем. Wallisellen) — город в Швейцарии, в кантоне Цюрих.
Входит в состав округа Бюлах. Население составляет 12 626 человек (на 31 декабря 2007 года). Официальный код — 0069.